# Ill-Natured Spiritual Invasion
Ill-Natured Spiritual Invasion är det trädje studioalbumet med det norska black metal-bandet Old Man's Child. Albumet utgavs 1998 av skivbolaget Century Media Records.

## Låtlista
1. "Towards Eternity" – 5:17
2. "The Dream Ghost" – 3:42
3. "Demoniacal Possession" – 3:31
4. "Fall of Man" – 4:01
5. "Captives of Humanity" – 4:42
6. "God of Impiety" – 5:24
7. "My Evil Revelations" – 3:59
8. "Thy Servant" – 4:47

- Text och musik: Galder

## Medverkande
Musiker (Old Man's Child-medlemmar)
- Galder (Thomas Rune Andersen Orre) – sång, gitarr, basgitarr, keyboard

Bidragande musiker
- Gene Hoglan – trummor

Produktion
- Galder – producent, ljudtekniker, ljudmix
- Tomas Skogsberg – ljudtekniker, ljudmix
- Jocke Pettersson – ljudtekniker, ljudmix
- Carsten Drescher – omslagsdesign
- Christophe Szpajdel – logo
- Kris Verwimp – omslagskonst